# أدهم حاتم الجمل
أدهم حاتم الجمل (مواليد 4 فبراير 1998) هو لاعب كرة ريشة مصري. مثّل مصر في الألعاب الأولمبية الصيفية 2020 في طوكيو في منافسات الزوجي المختلط مع زميلته ضحى هاني.
فاز الجمل مع ضحى هاني ببطولة أفريقيا لكرة الريشة 2020 في منافسات الزوجي المختلط. شارك الجمل في الألعاب الأفريقية 2019 وحقق الميدالية الفضية في منافسات الزوجي المختلط، وبرونزيتين في منافسات الفِرق وزوجي الرجال. شارك الجمل أيضًا في ألعاب البحر المتوسط 2018.

## المشاركة الأولمبية

### طوكيو 2020
شارك ثلاث رياضيون مصريون (رياضيّ ورياضيّتين) في أولمبياد طوكيو 2020 وفقًا لترتيب تصفيات بي دابليو إف للتأهيل للأولمبياد.
| الرياضيّ/ة/ان             | الحدث                                                      | دور المجموعات                                   | دور المجموعات                                           | دور المجموعات                               | دور المجموعات | الإقصاء       | ربع النهائي   | نصف النهائي   | النهائي / م.ب. | النهائي / م.ب. |
| الرياضيّ/ة/ان             | الحدث                                                      | الخصم النتيجة                                   | الخصم النتيجة                                           | الخصم النتيجة                               | الترتيب       | الخصم النتيجة | الخصم النتيجة | الخصم النتيجة | الخصم النتيجة  | الترتيب        |
| ------------------------ | ---------------------------------------------------------- | ----------------------------------------------- | ------------------------------------------------------- | ------------------------------------------- | ------------- | ------------- | ------------- | ------------- | -------------- | -------------- |
| أدهم حاتم الجمل ضحى هاني | كرة الريشة في الألعاب الأولمبية الصيفية 2020 – مختلط زوجي ‏ | Huang Yq / · Zheng Sw (الصين) · خ (5–21, 10–21) | Chae Y-j / · Choi S-g (كوريا الجنوبية) · خ (7–21, 3–21) | Piek / · Tabeling (هولندا) · خ (9–21, 4–21) | 4             | —             | لم يتأهل      | لم يتأهل      | لم يتأهل       | لم يتأهل       |